# Mistrzostwa Świata w Półmaratonie 1993
2. Mistrzostwa Świata w Półmaratonie – zawody lekkoatletyczne, które zorganizowano 3 października 1993 roku w Brukseli.

## Rezultaty

### Mężczyźni
|                  | Złoto                                                 | Srebro                                                    | Brąz                                                       |
| Indywidualnie    | Vincent Rousseau 1:01:06                              | Steve Moneghetti 1:01:10                                  | Carl Thackery 1:01:13                                      |
| Drużynowo        | Kenia · Lameck Aguta · Thomas Osano · Joseph Cheromei | Australia · Steve Moneghetti · John Andrews · Pat Carroll | Wielka Brytania · Carl Thackery · Mark Flint · David Lewis |
| Juniorzy         | Meck Mothuli 1:02:11                                  | Biruk Bekele 1:03:32                                      | Isaac Radebe 1:03:35                                       |
| Juniorzy - druż. | Południowa Afryka                                     | Etiopia                                                   | Włochy                                                     |

### Kobiety
|               | Złoto                                                 | Srebro                                                    | Brąz                                                                |
| Indywidualnie | Conceição Ferreira 1:10:07                            | Mari Tanigawa 1:10:09                                     | Tegla Loroupe 1:10:12                                               |
| Drużynowo     | Rumunia · Elena Murgoci · Anuta Catuna · Iulia Negura | Japonia · Mari Tanigawa · Miyoko Asahina · Akari Takemoto | Portugalia · Conceição Ferreira · Albertina Machado · Rosa Oliveira |